# Pseudopanax ferox

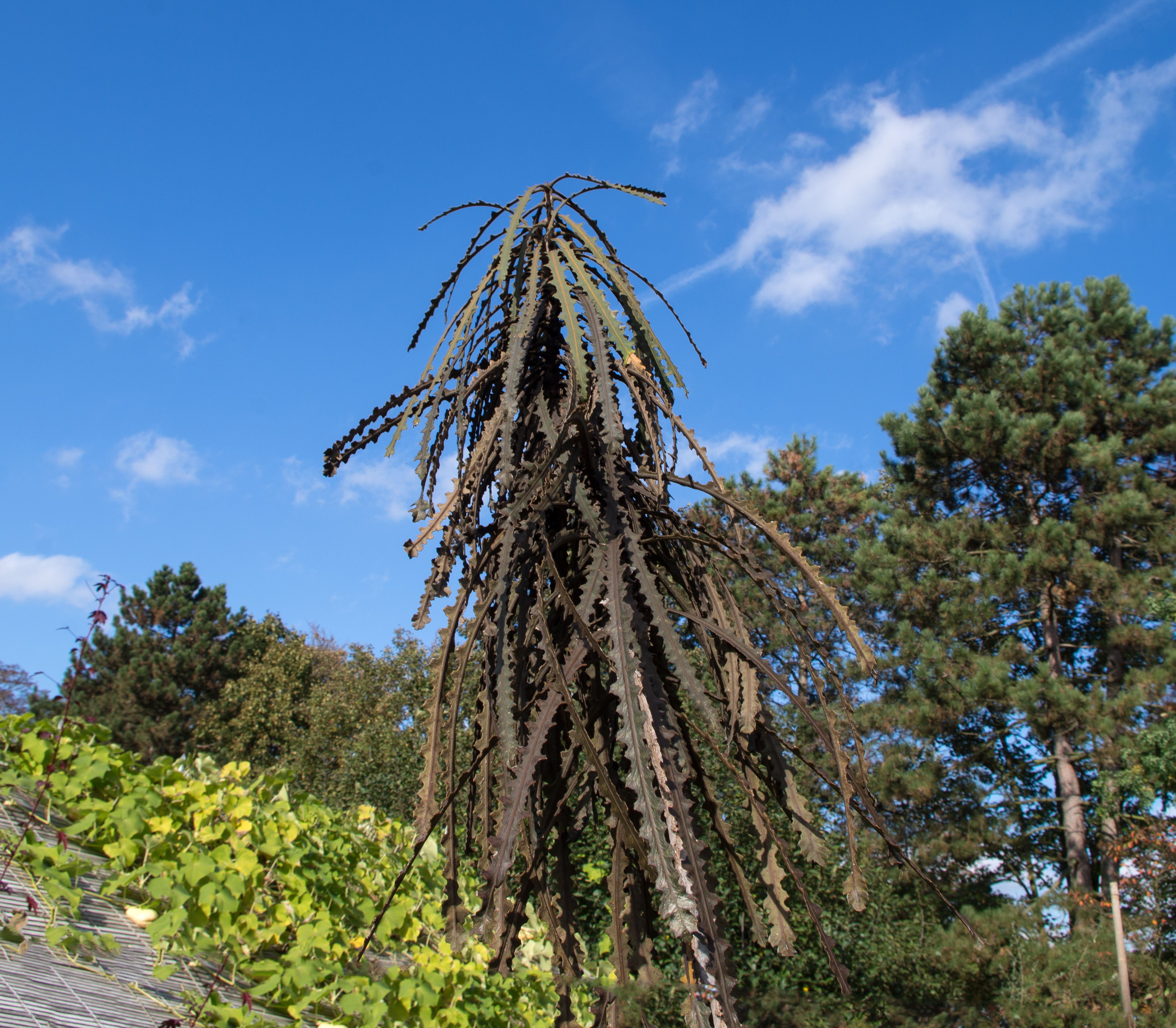
Dospívající jedinec

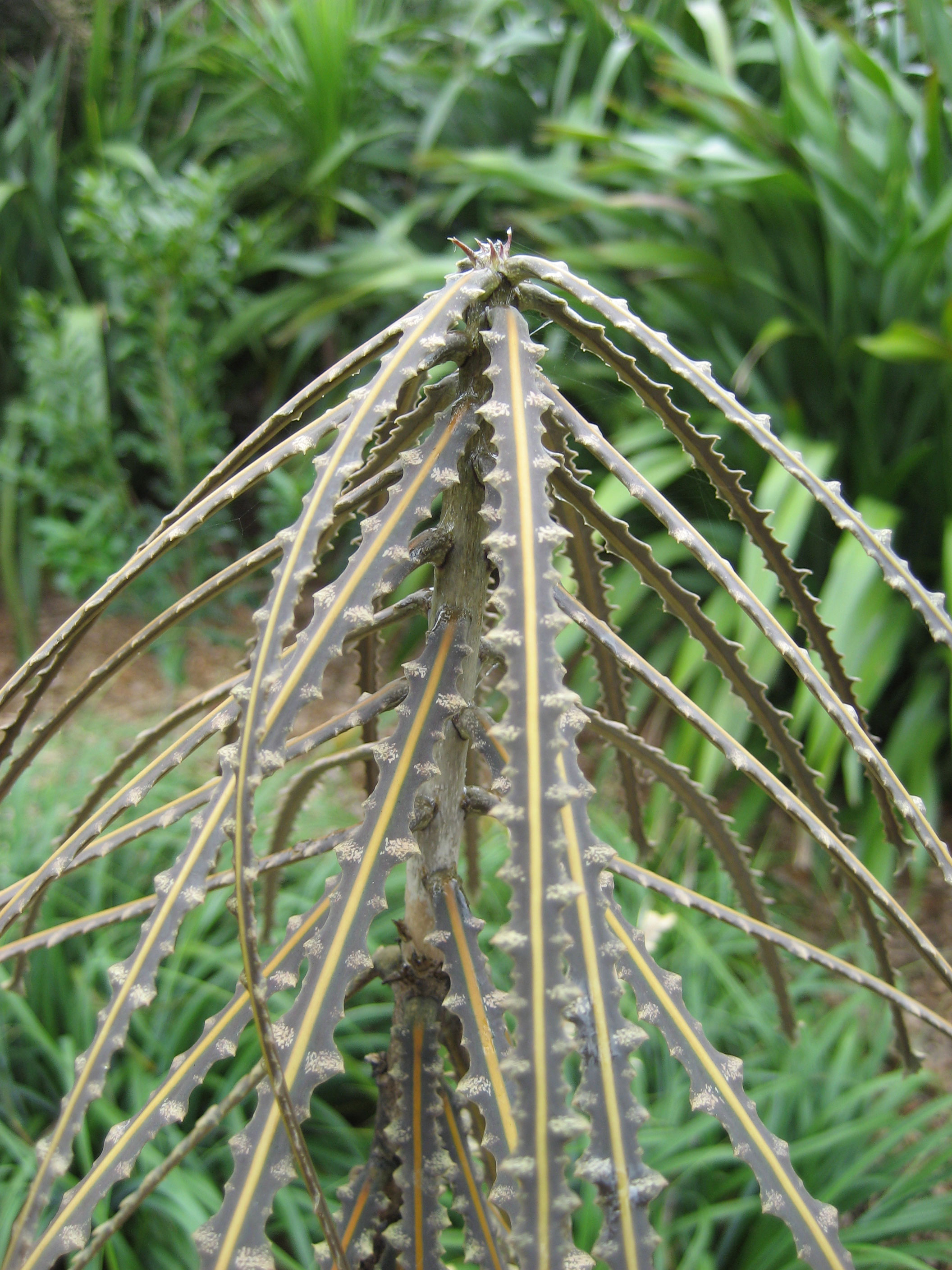
Mladý jedinec

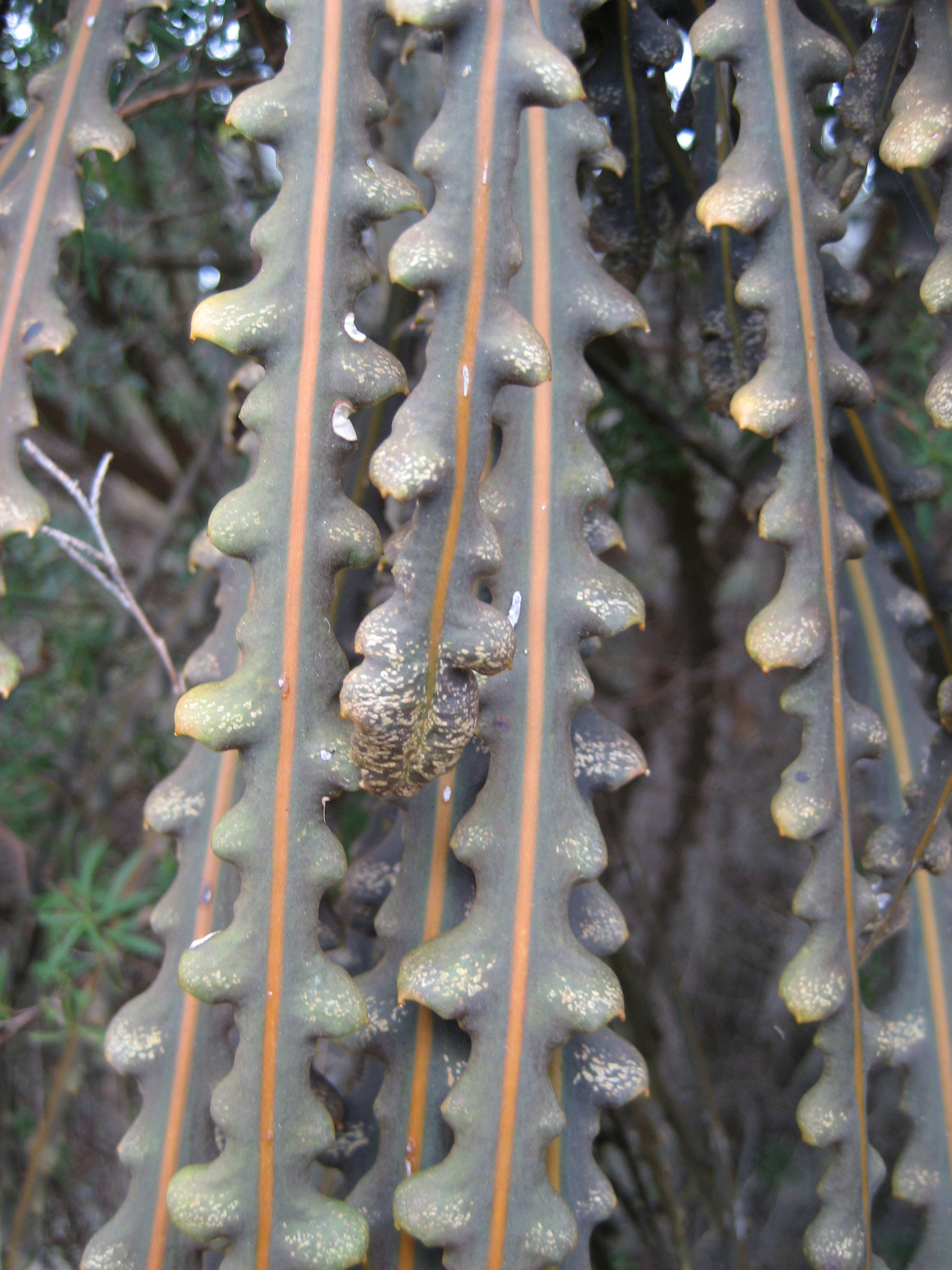
Mladistvé listy

Pseudopanax ferox je novozélandský endemit, druh neopadavého stromu z rodu pseudopanax. Tato pomalu rostoucí dřevina nemá, na rozdíl od většiny ostatních druhů rodu, listy složené, ale jednoduché a je dále zvláštní svou výraznou heterofylií, schopností vytvářet na jedinci s postupem věku listy odlišných tvarů. Roste na obou hlavních novozélandských ostrovech, na Severním je vzácnější než na Jižním.

## Ekologie
Je i na novozélandské prostředí poměrně neobvyklou dřevinou, která vyrůstá od pobřeží až do výšky 800 m n. m. Vyskytuje se na zpevněných písečných dunách, na recentních aluviálních naplaveninách hrubého štěrku, na vápencových výchozech či na suťových svazích posetých kamennými balvany. Houževnatá rostlina preferující sušší stanoviště, plné oslunění a mírné klima, která snese i málo úrodnou půdu a polostín. Na mokrých stanovištích je ale náchylná k hnilobě kořenů.
Je pomalu rostoucí druh, ve věku pěti let bývá strom vysoký do 2 m, dospělosti dosahuje okolo patnácti roků. Na jižní polokouli kvete v lednu, plody dozrávají od dubna.

## Popis
Dvoudomý, stálezelený strom vyrůstající do výše až 6 m a mající kmen o průměru nejvýše 25 cm. Je dřevinou s výrazně odlišným růstem a rozdílnými listy v mladistvém a dospělém věku. V mládí mívá semenáč nevětvený kmínek a z něj neuspořádaně vyrůstají svěšené úzké, tuhé, tmavě šedozelené až tmavě hnědé listy se zdůrazněnou střední žilkou. Jsou dlouhé 10 až 50 cm a široké jen 0,5 až 1,5 cm, bývají tuhé, tlusté, po obvodě porostlé širokými, zaoblenými nebo pilovitými laloky s vypouklými hrbolky, konec mají zakončený dvěma až šesti ostře zahnutými laloky. Na rubové straně jsou někdy světlejší.
Jakmile se pomalu rostoucí strom blíží dospělosti, nové listy se krátí, rozšiřují a dostávají tmavě zelenou až zelenohnědou barvu. Nato se změní i jeho celkový tvar, z jednoduchého kmínku se svěšenými listy na typický stromový tvar s větvemi roztaženými do kulaté koruny. Nové listy jsou tmavě zelené až světle čokoládově hnědé, bývají dlouhé 5 až 15 cm a široké do 2 cm, mají pevný 1 až 2 cm dlouhý řapík, po obvodě jsou celistvé nebo vroubkované, na vrcholu tupé a s vystouplou středovou žilkou. Kmen je podélně hluboce rýhovaný, šedobíle skvrnitý s výraznými jizvami po opadaných listech a často porostlý lišejníkem. Ačkoliv je normou jeden kmen, může se rostlina již v mládí po poškození vrcholu rozvětvit do několika kmenů, případně mohou z kmene již dospělého stromu vyrašit podlouhlé mladistvé listy.
Na některých stromech jsou květy oboupohlavné, na jiných pouze samčí, všechny jsou sestavené do vrcholových složených okolíků. Oboupohlavné květy mají pět tyčinek s prašníky, pětidílný semeník s vajíčky a čnělku s laločnou bliznou, samčí květy mají pouze tyčinky a prašníky s pylem. V opylených samičích květech se vytvoří vejčité, purpurově hnědé až fialové, masité plody velké asi 8 mm, které jsou pochoutkou ptáků, hlavně holubů. Listy stromů bývají spásány jeleny, kozami a vačicemi, zvířata často uhryžou vrchol mladého stromku a ten zahyne nebo se od mládí nepřirozeně rozvětví.

## Význam
Strom Pseudopanax ferox se dříve pěstoval jen zřídka, v současnosti bývá vysazován jako raritní dřevina do nevelkých zahrad. Roste velmi pomalu, je neopadavý a velmi štíhlý, proto se používá jako doplněk moderní architektury budovy. Při výšce 5 m, které dosáhne za 10 až 15 let, zabírá plochu ne větší než 1 m², po tuto dobu se může pěstovat ve větší nádobě. Je odolný vůči chladu a mrazu do -5 °C.